# Мавлевич, Наталия Самойловна
Ната́лия Само́йловна Мавле́вич (род. 12 декабря 1950 года, г. Москва, СССР) — российская переводчица французской литературы, лауреат премии «Мастер» в номинации «Проза».

## Биография
Окончила романо-германское отделение филологического факультета МГУ. Училась мастерству перевода в семинаре Лилианы Лунгиной.
Многие годы сотрудничала с журналом «Семья и школа», в 2011—2016 гг. его последний главный редактор. C 2009 года работает в Литературном институте имени А. М. Горького.
В марте 2014 года вместе с рядом других деятелей науки и культуры выразила своё несогласие с политикой российской власти в Крыму.

## Труды
Среди основных работ Мавлевич — русские переводы романа Эмиля Ажара (Ромена Гари) «Голубчик», рассказов Бориса Виана, «Песен Мальдорора» Лотреамона, воспоминаний Марка Шагала (а также его родных), произведений Эжена Ионеско, Марселя Эме, Луи Арагона, Жана Кокто, Симоны де Бовуар, Маргерит Юрсенар, Чорана, Валера Новарина, Паскаля Брюкнера, Амели Нотомб, Филиппа Делерма, романа «Элегантность ёжика» Мюриель Барбери, «Дневника Элен Берр» и др.

## Общественная позиция
В феврале 2022 подписала открытое письмо российских учёных и научных журналистов с осуждением вторжения России на Украину и призывом вывести российские войска с украинской территории.

## Признание
- 1999 — Лауреат премии Инолиттл[9]
- 2002 — премии Мориса Ваксмахера
- 2013 — премии Мастер[10].